# Stadtmuseum Bozen
Das Stadtmuseum Bozen (italienisch Museo Civico di Bolzano) befindet sich im Zentrum der Südtiroler Landeshauptstadt Bozen in der Sparkassenstraße 14 (Ecke Museumstraße). Es umfasst kunst- und kulturgeschichtliche Sammlungen aus Bozen und ganz Südtirol. Träger des seit Jahren nur eingeschränkt zugänglichen Museums ist die Kulturabteilung der Stadtverwaltung Bozen.

## Geschichte

Das Stadtmuseum Bozen vor 1910

1882 wurde der Museumsverein Bozen mit dem Ziel gegründet, vor allem kirchliche Kunst zu retten, zu sammeln und so vor dem Ausverkauf ins Ausland zu sichern, und diese in einem Stadtmuseum zugänglich zu machen. Die Wurzeln dieses Vereins lagen im Christlichen Kunstverein, erster Obmann war der Denkmalpfleger Karl Atz. Nach einigen Jahren konnte im Gesellenhaus, dem heutigen Kolpinghaus, eine erste Dauerausstellung der Öffentlichkeit zugänglich gemacht werden. Im Jahre 1900 wurde von der Stadt der Bau eines eigenen Museumsgebäudes beschlossen, das auf dem Areal des bis auf den Kellerbereich abgerissenen, spätmittelalterlichen Ansitzes Hurlach errichtet und 1905 eröffnet wurde.

„Der nach Plänen von Alois Delug von Stadtbaumeister Wilhelm Kürschner errichtete Museumsbau selbst ist in seiner eigentümlichen Mischung aus Neorenaissanceformen und Überetscher Stil ein ansprechender architektonischer Zwitter, der als Gesamtkunstwerk machtvoll die Mitte der Sparkassenstraße markiert und das kulturelle, um die Wende vom 19. zum 20. Jahrhundert deutlich deutschnational eingefärbte Selbstbewusstsein der Bozner Bürgerschaft abbilden sollte.“

Das Museum war universal angelegt, umfasste Kunst-, aber auch naturwissenschaftliche Sammlungen, sowie im Südflügel Lehr- und Unterrichtsräume der staatlichen Kunstgewerbeschule mit eigenem Eingang und Treppenhaus. Erster Museumsdirektor war Tony Grubhofer (1906–1913), der auch die Ausstellungsräume gestaltete und Lehrer an der örtlichen Kunstgewerbeschule war. Kurator der naturwissenschaftlichen Sammlung wurde Georg Gasser, der bereits 1892 ein in der Folgezeit viel beachtetes Privatmuseum eröffnet hatte. Die umfangreiche Sammlung Gassers wurde nicht nur zum Grundstein der Naturkundeabteilung des Stadtmuseums, sondern ihr waren auch die größten und schönsten Ausstellungsräume vorbehalten.

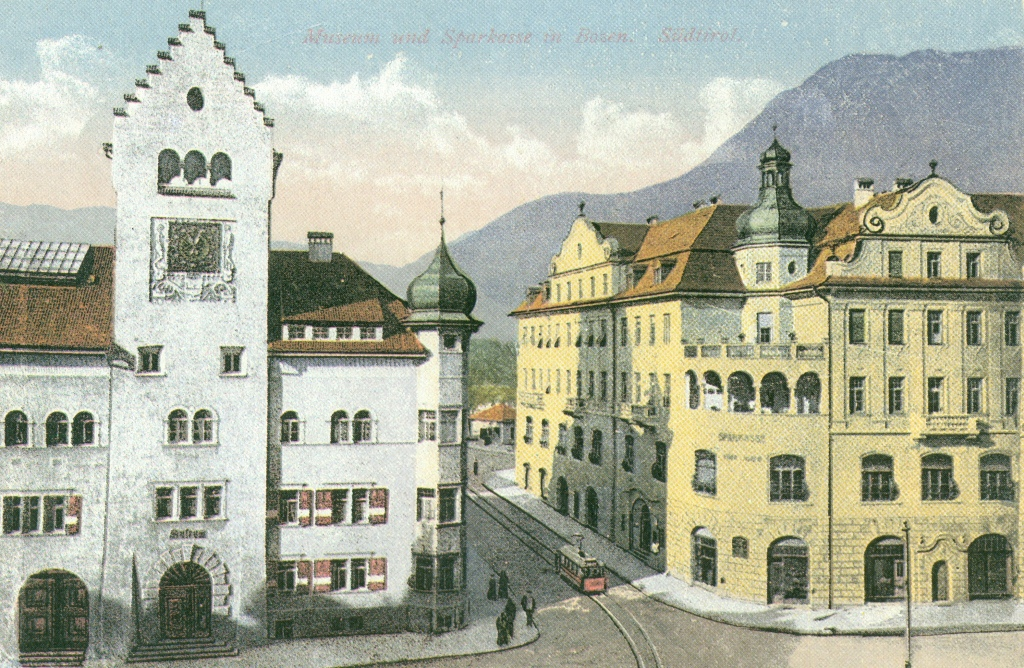
Das Stadtmuseum um 1920, rechts daneben das Sparkassengebäude

Nach dem Ersten Weltkrieg in der Zeit des Faschismus erfuhr das Museum eine politisch erzwungene Neukonzeptionierung. Zunächst musste der Museumsverein die Leitung zugunsten der Stadtverwaltung abgeben, erhielt aber ein Mitspracherecht im Kuratorium. 1934 wurde die naturwissenschaftliche Abteilung aufgelöst und die Gassersche Sammlung, darunter die bekannte Mineraliensammlung, den Erben des 1931 verstorbenen Gassers zurückgegeben. Der anstelle des bisherigen Direktors Karl Maria Mayr neu berufene Direktor Wart Arslan stellte den Museumsbestand 1935–1937 nach nationalistischen Gesichtspunkten und im Sinne der faschistischen Kulturpolitik um, so dass der bestehende kulturgeschichtliche Zusammenhang der Schau aufgegeben wurde. Zudem wurden nun auch Objekte aus anderen oberitalienischen Museen hierhergebracht, im Foyer ein römischer Meilenstein anstatt des Palmesels von Hans Klocker aufgestellt und das Gebäude selbst zurückgebaut, indem man Turm, Zinnengiebel und Eckerker sowie eine Oswald von Wolkenstein darstellende Fassadenplastik entfernte. Das Bozner Architekturbüro Amonn & Fingerle beteiligte sich am Umbau des Museums und an der anschließenden Ausstellungsgestaltung. All diese Maßnahmen verfolgten den Zweck, den deutschen Charakter des Museums abzuschwächen, das außerdem aus einem reinen Stadtmuseum 1938 zu einem Museo per l’Alto Adige wurde.
1939 wurde Nicolò Rasmo Direktor des Museums, unter dessen Leitung die Sammlungen zusammenblieben – entgegen den Plänen, als „deutsch“ eingestufte Objekte im Kontext der Südtiroler Option für den Abtransport in das Deutsche Reich auszusondern. Die Kriegsschäden am Gebäude konnten erst nach einigen Jahren beseitigt werden, sodass erst 1952 wieder alle Teile des Museums zugänglich waren. Rasmo verstand das Museum weiterhin als Südtiroler Museum und nicht als Stadtmuseum, da er schon durch seine zahlreichen anderen Funktionen und als oberster Denkmalpfleger des Landes immer den Blick auf die größeren Zusammenhänge behielt. Da es auch kein alternatives Landesmuseum gab, schloss Rasmo an die Präsentation Arslans an und verwendete dessen Vitrinengestaltung weiter. In seiner langjährigen Direktionszeit konnte er zahlreiche Objekte neu erwerben, die er stets in die Präsentation miteinbeziehen musste, da die Depoträume für eine Lagerung klimatisch ungeeignet waren. In den Magazinen eingelagerte Bestände vor allem aus Bruneck und dem Vinschgau nahmen zudem erheblichen Schaden, wie Rasmos Nachfolger, der Archäologe Reimo Lunz, nach Amtsübernahme feststellen musste.
Diese Umstände führten dazu, dass das Museum unter Lunz' Nachfolgern Stefan Demetz und Silvia Spada sowie Kulturstadtrat Sandro Repetto im Jahr 2003 geschlossen wurde; dies geschah allerdings, ohne zuvor Alternativstandorte zu bestimmen. Nach einigen Renovierungs- und Adaptionsarbeiten im Gebäude wurden erst im November 2011 Teile der Sammlung wieder zugänglich gemacht; weitergehende Pläne und die Finanzierung waren hingegen immer wieder ins Stocken geraten. Die ursprünglichen Entwürfe für die Erweiterung des Museums stammen von Stefan Hitthaler und Christian Schwienbacher. 2023 wurde der sich seit zwei Jahrzehnten hinziehende Stillstand in der Museumsleitung öffentlich kritisiert.

## Gebäude
Das Museumsgebäude wurde anstelle des alten Ansitzes Hurlach 1901–1905 nach Plänen des Malers Alois Delug in lokalen Renaissancestilformen, dem sogenannten Überetscher Stil, errichtet. Die Bauleitung hatte der Stadtbaumeister Wilhelm Kürschner inne, die Gestaltung der Ausstellungsräume übernahm der spätere Museumsdirektor Tony Grubhofer. 1934–1938 wurden die als deutsch geltenden Stilelemente des Turmes, die Zinnen und die Nische mit der Statue Oswald von Wolkensteins entfernt und die Innenräume im italienischen Stil umgebaut. Erst 1992/93 wurde der ursprüngliche Turm wieder aufgebaut.
Die Dominante des Gebäudes ist sein Mittelturm, in dem sich auch der Eingang zum Museum befindet. Er besitzt eine Wanduhr und eine Aussichtsmöglichkeit auf die Altstadt. Die Fassade ist durch mehrere steingerahmte Doppelbogenfenster gegliedert, an der Seite zur Museumstraße befindet sich ein Portal mit darüberliegender Loggia. Die ehemaligen Ecktürme sind nur mehr rudimentär erkennbar. An der hofseitigen Fassade gegen Westen ist ein monumentales Fresko des hl. Christophorus angebracht. Im Inneren befindet sich ein breites Stiegenhaus. Das Gebäude steht seit 1963 unter Denkmalschutz.

## Museumsbestände
Die Sammlungen des Museums umfassen sowohl Kunstobjekte wie Gemälde, Plastiken und Altäre als auch volkskundliche Gegenstände des täglichen Lebens und des Volksglaubens aus ganz Südtirol.

### Plastiken
Das Museum besitzt mehrere romanische Holzskulpturen, besonders eine thronende Madonna aus Gais im Pustertal (um 1200). Zu den Beständen zählen auch ganze gotische Flügelaltäre, wie jener aus der Stephanskapelle bei Burg Obermontani im Vinschgau (um 1460), sowie einzelne Holzfiguren von Heiligen. Hervorzuheben sind eine hl. Barbara von Leonhard von Brixen (um 1460), ein Christus auf dem Palmesel von Hans Klocker (um 1498), eine hl. Dreifaltigkeit des Narziss von Bozen (Ende 15. Jh.) und eine hl. Agnes von Hans Schnatterpeck (Anfang 16. Jh.). Bei den Steinfiguren ist eine Madonna mit Kind des Konrad von Neumarkt (1412) zu nennen. Darüber hinaus finden sich auch zahlreiche Skulpturen des 17. und 18. Jahrhunderts, wie etwa eine Rosenkranzmadonna von Andreas Thamasch (um 1690).

### Gemälde

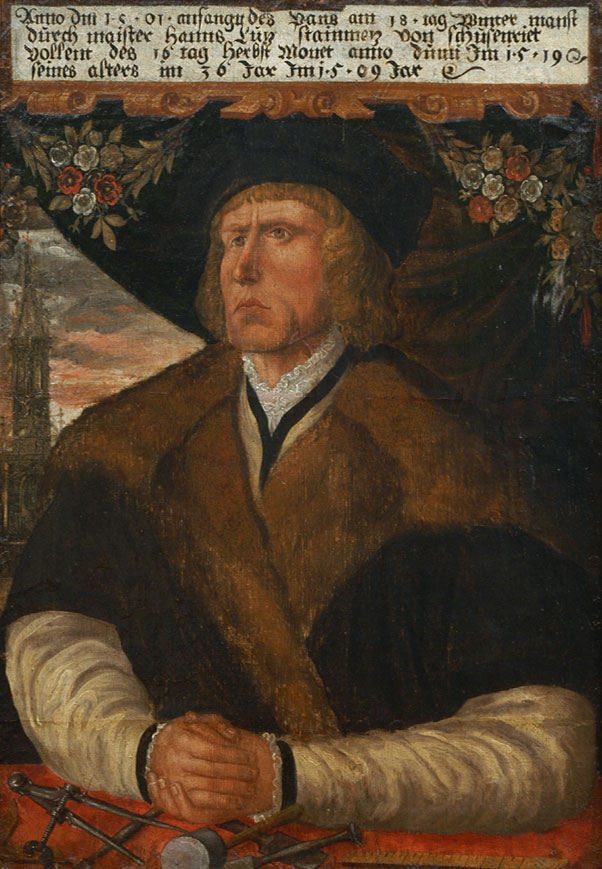
Silvester Müller: Hans Lutz (1509) im Stadtmuseum Bozen

Wertvolle Tafelbilder des Mittelalters waren meist Teile von Altären. Hervorzuheben sind die sogenannte Austrunk-Tafel, so genannt nach deren Stifter (um 1380–90), eine Verkündigung des Herrn von Leonhard von Brixen (um 1450), die hll. Florian und Antonius von Michael Pacher (um 1475–80) und die hll. Magdalena und Petrus von Friedrich Pacher (Ende 15. Jh.). Daneben sind auch die Künstler Marx Reichlich und Simon von Taisten im Museum vertreten. Aus der Frührenaissance sind eine hl. Anna selbdritt, die dem Meister der Habsburger zugeschrieben wird (Anfang 16. Jh.), und eine mystische Vermählung der hl. Katharina von Sylvester Müller (1511) zu nennen, aber auch Werke von Michael Praun und dem Meister von Oberstenfeld. Aus der Zeit des Barock und Rokoko besitzt das Museum Werke von Stephan Kessler, Giuseppe Alberti, Ulrich Glantschnigg, Johann Georg Platzer, Michelangelo Unterberger, Jakob Anton Delai, Paul Troger, Franz Sebald Unterberger, Carl Henrici, Josef Anton Cusetti der Ältere, Josef Anton Cusetti der Jüngere, Johann Baptist von Lampi und Joseph Schöpf. Das 19. Jahrhundert ist mit Werken von Georg Wachter, Josef Erler, Carl Moser der Ältere, Franz von Defregger, Franz von Lenbach, Karl Anrather und Wilhelm Leibl vertreten. Aus der ersten Hälfte des 20. Jahrhunderts stammen Werke von Carl Moser dem Jüngeren, Ignaz Stolz, Albin Egger-Lienz, Leo Putz, Ulderico Giovacchini und Emanuel Fohn.

### Volkskundliche Gegenstände
Das Museum besitzt eine große Anzahl zum Teil noch unkatalogisierter Objekte des bäuerlichen täglichen Lebens in Südtirol. Dazu zählen Buttermodeln, Stampfer, Mörser, Pfannen und Kessel, Dreifüße, Butterfässer, Schöpfer, Siebe, Teller, Tabletts, Pokale, Kannen, Bestecke, Flaschen oder Trinkgläser aus dem Küchenbereich, Laternen, Talglichter, Kerzenhalter, Dochtscheren, Feuer- und Wetzstahle oder Schleifeisen aus dem Bereich der Beleuchtungskörper. Das Brauchtum wird anhand von geschnitzten und bemalten Holzmasken, Krapfenschnappern aus Osttirol oder Hochzeitladerstöcken dokumentiert, vor allem aber durch eine reiche Sammlung an Frauen- und Männertrachten, darunter 43 vollständige Festtagstrachten. Teile der volkskundlichen Exponate sind dem Bozner Karl Wohlgemuth zu verdanken, der sie dem Stadtmuseum testamentarisch vermacht hatte.

### Derzeitige Dauerausstellung
Seit der partiellen Neueröffnung 2011 sind einige Teile der Sammlungen wieder öffentlich zugänglich (etwa 200 Exponate). Im Erdgeschoss sind wechselnde thematische Ausstellungen zu sehen. Im ersten Stock wird in sechs Räumen ein Querschnitt durch die kulturgeschichtlichen Sammlungen gegeben. Raum 1 zeigt die religiöse Kunst des Mittelalters, Raum 2 die Kunst der Barock- und Rokokozeit, Raum 3 Werke der Malerin Tullia Socin und von Enrico Carmassi aus der Stiftung Socin, Raum 4 die Geschichte des Stadtmuseums, Raum 5 die Trachten und den Mumelteraltar und Raum 6 Kachelöfen. Das zweite und dritte Geschoss sind seit zwei Jahrzehnten nicht öffentlich zugänglich. Im Turm ist eine Dokumentation historischer Ansichten der Stadt Bozen zu sehen. Zusätzlich wird im Foyer aus den nicht zugänglichen Beständen ein Exponat des Monats gezeigt; auch werden in unregelmäßigen Abständen in zwei Räumlichkeiten des Erdgeschosses kleinere Ausstellungen veranstaltet.

### Museumsbibliothek und Archiv
Seit Bestehen des Museums gibt es eine Museumsbibliothek, die derzeit rund 30.000 Bände und rund 800 Zeitschriften aus dem Zeitraum seit 1882 umfasst. Die Bücher betreffen vor allem regionale Kunst, Geschichte und Volkskunde. Seit 2009 ist die Bibliothek wieder öffentlich zugänglich. Auch einige mittelalterliche liturgische Handschriften gehören zum Bestand des Museums.
Auch das städtische Archiv, darunter insbesondere das Archiv des ehemaligen Heiliggeistspitals Bozen, war ursprünglich am Stadtmuseum hinterlegt, ehe es in das 2001 eingerichtete Stadtarchiv Bozen verlagert wurde und aufgearbeitet werden konnte.